# Natasha Gregson Wagner
Natasha Gregson Wagner (Los Angeles, 29 september 1970) is een Amerikaans actrice van deels Russische afkomst. Ze is de oudste dochter van de in 1981 overleden Natalie Wood, die zij kreeg tijdens haar huwelijk met Richard Gregson. Haar tweede achternaam is die van haar stiefvader Robert Wagner, met wie Wood (her)trouwde toen Gregson Wagner één jaar oud was.
Gregson Wagner maakte in 1992 haar film- en acteerdebuut als Lisa in de thriller Fathers & Sons. Sindsdien speelde ze in meer dan 25 andere films, meer dan 35 inclusief televisiefilms. Rollen in televisieseries vormen een marginaler deel van haar cv. Gregson Wagner speelde wederkerende personages in Pasadena, ER en The 4400 en was eenmalig te zien in onder meer Ally McBeal, Chicago Hope, Medium, CSI: Crime Scene Investigation en House.
Gregson Wagner trouwde in 2003 met D.V. DeVincentis, maar in 2008 was hun huwelijk officieel voorbij. Ze kreeg in 2012 een dochter met acteur Barry Watson, met wie ze in 2014 trouwde.

## Filmografie
*Exclusief 10+ televisiefilms
| - Thirty Nine (2016) - Search Engines (2016) - Anesthesia (2015) - Vkus Ameriki (2014) - A Kiss and a Promise (2011) - How Did It Feel? (2004) - Wonderland (2003) - Wishing Time (2003) - Vampires: Los Muertos (2002) - The Gray in Between (2002) - The Medicine Show (2001) - Sol Goode (2001) - High Fidelity (2000) - Stranger Than Fiction (2000) - Play It to the Bone (1999) - Urban Legend (1998) - Another Day in Paradise (1998) | - Glam (1997) - First Love, Last Rites (1997) - Two Girls and a Guy (1997) - Quiet Days in Hollywood (1997) - Dogtown (1997) - Lost Highway (1997) - High School High (1996) - The Method (1996) - The Outpost (1995) - S.F.W. (1994) - Dead Beat (1994) - Molly & Gina (1994) - Inside the Goldmine (1994) - Buffy the Vampire Slayer (1992) - Dark Horse (1992) - Fathers & Sons (1992) |

## Televisieseries
*Exclusief eenmalige gastrollen
- The 4400 - April Skouris (2005-2007, negen afleveringen)
- ER - Mary Warner (2006, twee afleveringen)
- Pasadena - Beth Greeley (2001-2002, dertien afleveringen)

- Biblioteca Nacional de España: XX1492192
- Bibliothèque nationale de France: cb14054088z (data)
- Gemeinsame Normdatei: 1061734811
- International Standard Name Identifier: 0000 0001 1440 5648
- Library of Congress Control Number: nr99029382
- MusicBrainz: 87b72428-aa2c-48e8-8f20-dcc5668156a8
- Nationale Bibliotheek van Israël: 987007342692105171
- Nationale Bibliotheek van Polen: a0000001750922
- Nederlandse Thesaurus van Auteursnamen: 408817623
- SNAC: w6ww8dfp
- Virtual International Authority File: 29455364
- WorldCat: E39PBJmDpd96YvX7KqVX9cJv73